# معاريف آيت شعو (معازيز)
معاريف آيت شعو هي إحدى مشيخات المملكة المغربية، تتبع جغرافيا لإقليم الخميسات وإداريًا لمعازيز. يقدر عدد سكانها بـ 1319 نسمة حسب الإحصاء الرسمي للسكان والسكنى لسنة 2004.